# The Girl in 419

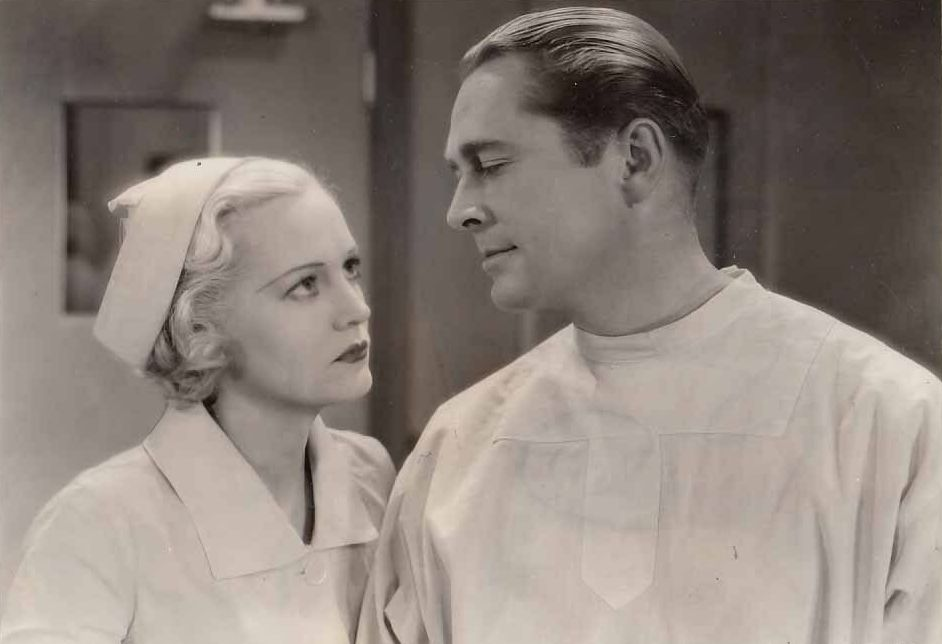
Gloria Stuart i James Dunn en una foto publicitària

The Girl in 419 és una pel·lícula dramatica estatunidenca de 1933 dirigida per Alexander Hall i George Somnes i escrita per Allen Rivkin, Manuel Seff i P. J. Wolfson. La pel·lícula és protagonitzada per James Dunn, Gloria Stuart i David Manners, i va ser estrenada el 26 de maig de 1933 per Paramount Pictures.

## Argument
Una dona jove es trobada al carrer, colpejada i a prop de la mort. A mesura que es recupera a l'hospital, el responsable de l'atac arriba amb ordres d'acabar la feina.

## Repartiment
- James Dunn com Dr. Daniel French
- Gloria Stuart com Mary Dolan
- David Manners com Dr. Martin Nichols
- William Harrigan com Peter Lawton
- Shirley Grey com enfermera Irene Blaine
- Jack La Rue com Sammy
- Johnny Hines com Slug
- Vince Barnett com Otto Hoffer
- Kitty Kelly as Kitty
- Edward Gargan com tinent 'Babs' Riley
- James Burke com detectiu Jackson
- Clarence Wilson com Walter C. Horton
- Gertrude Short com Lucy
- Effie Ellsler com Mrs. Young
- Hal Price com Rankin